# Börta
Börta är en liten by utanför Långared i Långareds socken och Alingsås kommun.